# La Huerce
La Huerce – gmina w Hiszpanii, w prowincji Guadalajara, w Kastylii-La Mancha, o powierzchni 41,04 km². W 2011 roku gmina liczyła 59 mieszkańców.